# Giovanni Giorgio II di Anhalt-Dessau
Giovanni Giorgio II di Anhalt-Dessau (Dessau, 17 novembre 1627 – Berlino, 7 agosto 1693) è stato Principe di Anhalt-Dessau della Casa degli Ascanidi.
Egli fu anche Feldmaresciallo dell'esercito prussiano e padre del principe Leopoldo I di Anhalt-Dessau.

## Biografia
Giovanni Giorgio nacque a Dessau, figlio del Principe Giovanni Casimiro e della Principessa Agnese d'Assia-Kassel. Nel 1659 egli sposò Enrichetta Caterina, figlia del Principe Federico Enrico d'Orange, e divenne cognato di Federico Guglielmo di Brandeburgo.
Alla morte del padre, il 15 luglio 1660, Giovanni Giorgio prese le redini del governo dell'Anhalt-Dessau. Egli ereditò inoltre le pretese della propria famiglia sui territori di Aschersleben, che erano controllati dalla Prussia sin dal 1648.
Giovanni Giorgio entrò nell'esercito prussiano e Federico Guglielmo lo nominò presto Feldmaresciallo Generale nel 1670. Dopo che la Francia ebbe invaso il Ducato di Cleves, di proprietà di Federico Guglielmo, Giovanni Giorgio negoziò un trattato a Vienna nel giugno del 1672 tra l'Imperatore Leopoldo I d'Asburgo e Federico Guglielmo, secondo il quale sarebbe dovuto intervenire con un esercito di 12.000 uomini in caso di aggressione francese. Giovanni Giorgio venne scelto come comandante di questa sfortunata campagna, che guidò Georg von Derfflinger alle temporanee dimissioni per protesta.
Mentre la campagna contro la Francia prendeva piede in Alsazia nel 1674, gran parte dell'esercito di Federico Guglielmo svernò a Schweinfurt, in Franconia. Come Viceré (Statthalter), Giovanni Giorgio comandò le truppe rimanenti del Brandeburgo. Il re Luigi XIV di Francia convinse il re Carlo XI di Svezia ad invadere il Brandeburgo; dopo aver disperso le esigue forze di Giovanni Giorgio, le truppe svedesi si recarono a svernare sul territorio brandeburghese. Il Principe di Dessau prese parte alla campagna di Federico Guglielmo del 1675, che ebbe come risultato la vittoria della Battaglia di Fehrbellin.
Nel 1683 Giovanni Giorgio si recò a Passavia per discutere con l'Imperatore il coinvolgimento del Brandeburgo nelle guerre con l'Impero ottomano, sebbene il suo fine principale fosse quello di mettere in guardia contro un'altra guerra con la Francia; riaffermò quindi l'alleanza del Brandeburgo con la monarchia asburgica.
Giovanni Giorgio morì a Berlino e venne succeduto dal figlio Leopoldo I al trono dell'Anhalt-Dessau.

## Discendenza
Giorgio Giovanni ed Enrichetta Caterina dieci figli:
- Amalia Luisa (nata e morta nel 1660);
- Enrichetta Amalia (nata e morta nel 1662);
- Federico Casimiro (1663-1665);
- Eleonora Albertina (1665-1706) - sposò il Conte Enrico di Sassonia-Weissenfels-Barby (1657-1728);
- Enrichetta Amalia (1666-1726) - sposò Enrico Casimiro II di Nassau-Dietz (1657-1696);
- Luisa Sofia (1667-1678);
- Marie Eleonora (1671-1756) - sposò il Principe Jerzy Radziwiłł (morto nel 1689);
- Enrichetta Agnese (1674-1729);
- Leopoldo I (1676-1747);
- Giovanna Carlotta (1682-1750) - sposò il Margravio Filippo Guglielmo di Brandeburgo-Schwedt (1669–1711).

## Ascendenza
|                                                    |                                          |                                                      | Genitori                                          |  |  | Nonni |  |  | Bisnonni                                 |  |  | Trisnonni                                                                |  |
|                                                    |                                          |                                                      |                                                   |  |  |       |  |  | Gioacchino Ernesto, I principe di Anhalt |  |  | Giovanni IV, IV principe di Anhalt-Zerbst e co-principe di Anhalt-Dessau |  |
|                                                    |                                          |                                                      |                                                   |  |  |       |  |  | Gioacchino Ernesto, I principe di Anhalt |  |  | Giovanni IV, IV principe di Anhalt-Zerbst e co-principe di Anhalt-Dessau |  |
|                                                    |                                          | Margherita di Brandeburgo                            |                                                   |  |  |       |  |  | Gioacchino Ernesto, I principe di Anhalt |  |  |                                                                          |  |
| Giovanni Giorgio I, I principe di Anhalt-Dessau    |                                          |                                                      |                                                   |  |  |       |  |  | Gioacchino Ernesto, I principe di Anhalt |  |  |                                                                          |  |
|                                                    |                                          | Agnese di Barby-Mühlingen                            | Volfango I, IX conte di Barby-Mühlingen           |  |  |       |  |  |                                          |  |  |                                                                          |  |
|                                                    |                                          | Agnese di Barby-Mühlingen                            | Volfango I, IX conte di Barby-Mühlingen           |  |  |       |  |  |                                          |  |  |                                                                          |  |
|                                                    |                                          | Agnese di Barby-Mühlingen                            | Agnese di Mansfeld                                |  |  |       |  |  |                                          |  |  |                                                                          |  |
| Giovanni Casimiro, II principe di Anhalt-Dessau    |                                          | Agnese di Barby-Mühlingen                            |                                                   |  |  |       |  |  |                                          |  |  |                                                                          |  |
|                                                    |                                          | Giovanni Casimiro, I principe del Palatinato-Lautern | Federico III, XI principe elettore del Palatinato |  |  |       |  |  |                                          |  |  |                                                                          |  |
|                                                    |                                          | Giovanni Casimiro, I principe del Palatinato-Lautern | Federico III, XI principe elettore del Palatinato |  |  |       |  |  |                                          |  |  |                                                                          |  |
|                                                    |                                          | Giovanni Casimiro, I principe del Palatinato-Lautern | Maria di Brandeburgo-Kulmbach                     |  |  |       |  |  |                                          |  |  |                                                                          |  |
| Dorotea del Palatinato-Simmern                     |                                          | Giovanni Casimiro, I principe del Palatinato-Lautern |                                                   |  |  |       |  |  |                                          |  |  |                                                                          |  |
|                                                    |                                          | Elisabetta di Sassonia                               | Augusto, XIII principe elettore di Sassonia       |  |  |       |  |  |                                          |  |  |                                                                          |  |
|                                                    |                                          | Elisabetta di Sassonia                               | Augusto, XIII principe elettore di Sassonia       |  |  |       |  |  |                                          |  |  |                                                                          |  |
|                                                    |                                          | Elisabetta di Sassonia                               | Anna di Danimarca                                 |  |  |       |  |  |                                          |  |  |                                                                          |  |
| Giovanni Giorgio II, III principe di Anhalt-Dessau |                                          | Elisabetta di Sassonia                               |                                                   |  |  |       |  |  |                                          |  |  |                                                                          |  |
|                                                    | Guglielmo IV, I langravio d'Assia-Kassel | Filippo I, I langravio d'Assia                       |                                                   |  |  |       |  |  |                                          |  |  |                                                                          |  |
|                                                    | Guglielmo IV, I langravio d'Assia-Kassel | Filippo I, I langravio d'Assia                       |                                                   |  |  |       |  |  |                                          |  |  |                                                                          |  |
|                                                    | Guglielmo IV, I langravio d'Assia-Kassel | Cristina di Sassonia                                 |                                                   |  |  |       |  |  |                                          |  |  |                                                                          |  |
| Maurizio, II langravio d'Assia-Kassel              | Guglielmo IV, I langravio d'Assia-Kassel |                                                      |                                                   |  |  |       |  |  |                                          |  |  |                                                                          |  |
|                                                    |                                          | Sabina di Württemberg                                | Cristoforo, V duca di Württemberg                 |  |  |       |  |  |                                          |  |  |                                                                          |  |
|                                                    |                                          | Sabina di Württemberg                                | Cristoforo, V duca di Württemberg                 |  |  |       |  |  |                                          |  |  |                                                                          |  |
|                                                    |                                          | Sabina di Württemberg                                | Anna Maria di Brandeburgo-Ansbach                 |  |  |       |  |  |                                          |  |  |                                                                          |  |
| Agnese d'Assia-Kassel                              |                                          | Sabina di Württemberg                                |                                                   |  |  |       |  |  |                                          |  |  |                                                                          |  |
|                                                    |                                          | Giovanni VII, I conte di Nassau-Siegen               | Giovanni VI, X conte di Nassau-Dillenburg         |  |  |       |  |  |                                          |  |  |                                                                          |  |
|                                                    |                                          | Giovanni VII, I conte di Nassau-Siegen               | Giovanni VI, X conte di Nassau-Dillenburg         |  |  |       |  |  |                                          |  |  |                                                                          |  |
|                                                    |                                          | Giovanni VII, I conte di Nassau-Siegen               | Elisabetta di Leuchtenberg                        |  |  |       |  |  |                                          |  |  |                                                                          |  |
| Giuliana di Nassau-Dillenburg                      |                                          | Giovanni VII, I conte di Nassau-Siegen               |                                                   |  |  |       |  |  |                                          |  |  |                                                                          |  |
|                                                    |                                          | Maddalena di Waldeck-Wildungen                       | Filippo IV, II conte di Waldeck-Wildungen         |  |  |       |  |  |                                          |  |  |                                                                          |  |
|                                                    |                                          | Maddalena di Waldeck-Wildungen                       | Filippo IV, II conte di Waldeck-Wildungen         |  |  |       |  |  |                                          |  |  |                                                                          |  |
|                                                    |                                          | Maddalena di Waldeck-Wildungen                       | Jutta di Isenburg-Grenzau                         |  |  |       |  |  |                                          |  |  |                                                                          |  |
|                                                    |                                          | Maddalena di Waldeck-Wildungen                       |                                                   |  |  |       |  |  |                                          |  |  |                                                                          |  |